# Денисенко Едуард Михайлович
Денисенко Едуард Михайлович (нар. 9 січня 1964, Запоріжжя) — радянський та український футболіст, який виступав на позиціях півзахисника та нападника

## Біографія
Вихованець запорізької СДЮШОР «Металург». Сезон 1980 провів у складі «Металурга», проте на полі жодного разу не з'явився. Наступного року перейшов до кіровоградської «Зірки», у складі якої дебютував у другій союзній лізі. Вже наступного сезону став одним із гравців основного складу кіровоградців, з'явившись на полі у більшості матчів. Відігравши 5 сезонів за «Зірку», у 1986 році був запрошений до ірпінського «Динамо», яке фактично було дублем київського «Динамо», проте провівши в команді трохи більше року, вже у 1987 році повернувся до Кіровограда. Продовжив виступи у «Зірці» до розпаду СРСР. Перший чемпіонат незалежної України розпочав у охтирському «Нафтовику», що дебютував у вищій лізі. Першу гру на найвищому рівні українського футболу провів 10 березня 1992 року, на 57-й хвилині виїзного матчу проти київського «Динамо» замінивши Ігора Задорожного. Загалом у вищій лізі відіграв 10 матчів. У травні-серпні 1992 року знову виступав за «Зірку», після чого повернувся до «Нафтовика». 1993 року став гравцем жовтоводського «Сіріуса», у складі якого став переможцем перехідної ліги чемпіонату України. У сезоні 1994/95 перейшов до Угорщини, де виступав за місцевий клуб «Тісальок» з однойменного міста, після чого завершив кар'єру.

## Досягнення
- Переможець перехідної ліги чемпіонату України: 1993-1994